# Реньоли, Пьеро
Пьеро Реньоли (итал. Piero Regnoli; 1921—2001) — итальянский кинорежиссёр, сценарист, продюсер и актёр. Написал сценарии для множества итальянских фильмов ужасов.

## Карьера в кино
В 1960 году Реньоли выступает в качестве режиссёра и снимает один из ранних джалло «Жду тебя в аду». Два года спустя следует сексплуатационный вампирский фильм ужасов «Последняя добыча вампира», который рассказывал о приключениях группы людей из шоу-бизнеса в замке графа-вампира (его сыграл Уолтер Бранди). В 1964 году Реньоли снимает, а иакже пишет сценарий, фильма «Мацист в рудниках Соломона», выдержанного в жанре приключенческого пеплума. Последним фильмом Реньоли в качестве режиссёра стал фильм 1976 года «Золушка и принцесса на горошине».

## Фильмография
| Год  | Русское название                | Оригинальное название фильма         | Кто                 |
| ---- | ------------------------------- | ------------------------------------ | ------------------- |
| 1957 | Вампиры                         | I Vampiri                            | сценарист           |
| 1960 | Жду тебя в аду                  | Ti Aspettero all’Inferno             | режиссёр            |
| 1962 | Последняя добыча вампира        | L'ultima preda del vampiro           | режиссёр            |
| 1964 | Мацист в рудниках Соломона      | Maciste nelle miniere di re Salomone | режиссёр, сценарист |
| 1976 | Золушка и принцесса на горошине | La principessa sul pisello           | режиссёр            |
| 1979 | Одержимая дьяволом              | Malabimba                            | сценарист           |
| 1980 | Патрик ещё жив                  | Patrick vive ancora                  | сценарист           |
| 1980 | Город зомби                     | Incubo sulla città contaminata       | сценарист           |
| 1981 | Могильный холм                  | Le notti del terrore                 | сценарист           |
| 1982 | Девушка для Сатаны              | La Bimba di Satana                   | сценарист           |